# Asalto al castillo de Alaró
El asalto al castillo de Alaró fue una de las batallas de la Cruzada contra la Corona de Aragón, con el resultado de la derrota mallorquina y la confiscación del Reino de Mallorca  por Pedro el Grande.

## Antecedentes
El papa Martín IV, que había sucedido a Clemente IV, declaró al rey Pedro el Grande privado de sus reinos, y dio la investidura del Reino de Sicilia a Carlos I de Anjou.
Los franceses ocuparon el Valle de Arán, pero no pudieron seguir avanzando en territorio catalán. Al año siguiente lo intentaron con las tropas que tenían en el reino de Navarra, pero también fracasaron, y en el contraataque aragonés del año 1284, asediaron Tudela. El 1285 los franceses entraron por el territorio  rosselonés de Jaime II de Mallorca con un ejército de 100.000 infantes, 16.000 caballeros y 17.000 ballesteros comandado por el propio rey de Francia, Felipe el Atrevido, y acamparon en Elna y Perpiñán, cruzando por el Paso de La Massana el junio. Los catalanes, aplicaron la táctica de tierra quemada, y los franceses entraron en Castellón de Ampurias, Gerona, Figueras, Rosas, San Feliu de Guíxols y Blanes, y Perelada fue destruida sin conseguir rendirla.
La escuadra aragonesa, proveniente de Sicilia comandada por Roger de Lauria había derrotado a la flota francesa en la Batalla naval de las Hormigas, recuperando el territorio del norte. En aquel momento, la disentería se extendió entre los franceses, que rodeados, sin abastecimientos y enfermos, tuvieron que retirarse, pero se encontraron la retirada cortada en Coll de Panissars donde fueron masacrados. Los franceses rindieron las plazas que aún tenían en el Ampurdán y la ciudad de Gerona, pero controlaban el Rosellón.
Pedro el Grande se decidió entonces a atacar el Reino de Mallorca, preparando un grupo en Salou, atacando primero las islas baleares, siendo el primer objetivo la isla de Mallorca. Una vez desembarcados, Poncio Saguàrdia, el lugarteniente del rey Jaime II de Mallorca rinde Palma de Mallorca al rey Alfonso y los síndicos de los pueblos de Mallorca juran homenaje al rey.

## La batalla
Una vez ocupada toda la isla, el 25 de noviembre de 1285, mientras Jaime II de Mallorca está en Perpiñán, Alfonso el Franco insta a la rendición al alcaide del castillo de Alaró, Ramón Ballester, pero finalmente el 30 de diciembre se produce el asalto al castillo de Alaró donde la guarnición estaba formada por el propio Ramón Ballester, Guillermo Capello (Cabrito), Guillem Bassa, Arnau Ramon, Leonardo Marsella y Albert Perpiñán.

## Consecuencias
Los defensores del Castillo de Alaró fueron quemados vivos como represalia una vez conquistado el castillo y sus bienes confiscados.
El reino de Jaime II de Mallorca fue incautado pero Pedro el Grande no pudo ver los resultados de la expedición al morir pocos días después. La muerte de Alfonso el Franco en 1291 dio origen, cuatro años más tarde, en un gran conflicto entre Cataluña y Sicilia, pues Santiago el Justo fue proclamado conde rey de la Corona de Aragón  y delegó el reino de Sicilia en su hermano pequeño,  Federico.
Tras la muerte de Jaime III de Mallorca en la batalla de Llucmajor (1349), el Reino de Mallorca se reintegrará a la Corona de Aragón , y el 1443, con la conquista del Reino de Nápoles se completaría la reunificación del Reino de Sicilia bajo el reinado de Alfonso el Magnánimo.
- Datos: Q8206120